# 2015年歐洲運動會奧地利代表團
奥地利預計將參加2015年6月12日至28日在亞塞拜然巴庫舉行的2015年歐洲運動會。

## 體操

### 競技體操
- 女子 – 3個參賽配額

### 韻律體操
奧地利兩位運動員在2013年歐洲韻律體操錦標賽的表現取得參賽資格。
- 個人 – 2個參賽配額